# Jan Thijssen (archeoloog)
Johannes René Augustinus Maria (Jan) Thijssen (Vierlingsbeek, 18 april 1943 – Nijmegen, 2 december 2016) was een Nederlands archeoloog.
Thijssen studeerde aanvankelijk biologie aan de Katholieke Universiteit Nijmegen en ging na zijn kandidaats archeologie studeren aan de Universiteit van Amsterdam met als bijvak Romeinse en middeleeuwse archeologie. Hij deed veldwerk voor het Rijksdienst voor het Oudheidkundig Bodemonderzoek (ROB) en had een bijbaan bij Museum Kam. Van 1989 tot 2006 was Thijssen stadsarcheoloog in Nijmegen en in die hoedanigheid verantwoordelijk voor veel Romeinse en middeleeuwse vondsten in de stad. Hij was medebepalend voor de status van Nijmegen als oudste stad van Nederland. Ook dichtte hij 'het gat van Nijmegen', de vroegmiddeleeuwse periode na de Romeinse tijd waarvan lang werd gedacht dat Nijmegen in die periode geheel verlaten was. Thijssen toonde aan dat er in die periode wel degelijk continuïteit van bewoning was.  Het Bureau Archeologie wat hij dreef groeide van één persoon uit tot een gemeentelijke dienst met zeventig medewerkers. Thijssen stierf in 2016 na een ziekbed op drieënzeventigjarige leeftijd.
- Bibliothèque nationale de France: cb14408478c (data)
- Gemeinsame Normdatei: 1013093526
- International Standard Name Identifier: 0000 0001 2028 5777
- Library of Congress Control Number: nb98082268
- Nederlandse Thesaurus van Auteursnamen: 068572204
- Système universitaire de documentation: 077429893
- Virtual International Authority File: 74066285
- WorldCat: E39PBJxRyYRmYFRf7bVpBJQcyd